# 乔·奥顿
约翰·金斯利·奥顿 (英语：John Kingsley Orton) (1933年1月1日-1967年8月9日)，笔名为乔·奥顿，英国剧作家、作家和日记作家。他的事业生涯只有1964年至1967年这短短三年，但却极具影响力。在这短暂的时间里，他有关丑闻的的黑色喜剧让观众震惊、愤怒，也逗笑了观众。奥顿式(Ortonesque)这个词指的是类似带有黑暗色彩但又有滑稽的犬儒主义特征的作品。

## 早年生活
奥顿出生于莱斯特的莱恩妇产科医院，是威廉·奥顿（William A. Orton）和埃尔希·奥顿（Elsie M. Orton）的孩子。他的父亲威廉在莱斯特郡市政委员会当园丁，而母埃尔希亲因患有肺结核而失去一个肺，患病前在当地制鞋业工作。在乔两岁的时候，他们从莱斯特郡柯莱伦登公园（Clarendon Park）的Avenue Road扩建处搬到了萨佛伦街市政大厦的法和斯特路9号。不久他就有了弟弟道格拉斯和两个妹妹，玛丽琳和莱奥尼。
奥顿曾就读于万豪路小学，但因为长期哮喘，他没能通过小升初的甄别考试。1945年到1947年，他在莱斯特的克拉克学院修读秘书课程。之后他开始做初级职员，周薪3英镑。
1949年，奥顿开始对剧院中的表演感兴趣，还加入了很多戏剧社团，其中包括著名的莱斯特戏剧社。在业余创作的同时，他还决心改善自己的外貌和体型。他购买了健身课程，参加演讲课，试图弥补自身在教育和文化上的不足。1950年11月，他申请了皇家戏剧艺术学院的奖学金。成功录取之后，他就离开了东米德兰去了伦敦。但因为阑尾炎，他直到1951年5月才入学。
1951年，奥顿和肯尼斯·哈利维尔在皇家戏剧学院相识。同年6月，他与另外两名同学搬进了西汉普斯特德的一套公寓。哈利维尔比奥顿大七岁，自己生活，还继承了一大笔遗产。他们俩很快建立了牢固的关系，成为情侣。
毕业后，他们都进入了地区剧团工作。奥顿在伊普斯维奇做了四个月的舞台经理助理，而侯利维尔在威尔士的兰迪诺德工作。后来两人都回到伦敦，开始一起写作。他们联合创作了小说，主要模仿罗纳德·费尔班克，但都没有成功出版。1957年，他们把希望寄托于《索多玛末日》（The Last Days of Sodom），但还是没能出版，此后他们就开始了独立创作。1959年，奥顿写了最后一部小说《刚博尔德普罗瓦尔的愿景》（The Vision of Gombold Proval），在他去世后，这部小说以《从头到脚》（Head to Toe）的名字出版。后来他从这些手稿中汲取灵感，许多人都能从中感受到他的舞台表演风格。
奥顿和哈利维尔觉得自己“与众不同”，但他们拒绝长时间工作。他们就靠着哈利维尔的遗产和失业救济金，被迫过着如同苦行僧般的生活，把每周的开销限制在5英镑内。从1957年到1959年，为了筹钱买公寓，他们在吉百利工作了6个月。1959年，搬进了伊斯灵顿诺埃尔街25号的一套简朴的小公寓。

## 罪与刑
没有正经工作的他们会彼此开玩笑和恶作剧来作乐。奥顿设计出了他的第二自我——埃德娜·维斯欧普（Edna Welthorpe），一个自命精于戏剧的长者。后来，为了让戏剧能掀起轩然大波，奥顿便将其再次唤醒。这个名字原形拉提根的戏迷。
从1959年1月起，他们就开始偷偷将几个当地公共图书馆里的书带走，并在归还时将书的封面画或简介进行修改。例如，约翰·贝杰曼的诗册在归还时被套上了防尘布，上面画着一个赤身裸体且满是纹身的中年男子。这对情侣还用了许多版画来装饰公寓。最终，他们于1962年5月被人发现并受到起诉，被判五起盗窃和恶意破坏罪名，承认曾破坏过超过70本书籍，入狱六个月（于1962年9月释放），罚款262英镑。《每日镜报》（Daily Mirror）以“玫瑰丛里的大猩猩（Gorilla in the Roses）”为题对此次事件进行了报导。
奥顿和哈利维尔觉得“因为自己是同性恋”才受到了过于严酷的判决。然而，牢狱对于奥顿来说却是一段必不可少的成长经历，与哈利维尔的分开也让其从他的创作中摆脱出来。他认清了这个所谓的自由国度里的腐败、自命不凡以及双重标准。用奥顿自己的话说：“牢狱影响了我对社会的态度，过去我冥冥之中能感受到腐败之事的存在，而牢狱让我看透了这一切。这个社会如同一个过气妓女掀起了她的裙摆一般，令人感到污浊难闻……牢狱让我的写作变得超然，我没有再陷入其中，一切都是突然，如同点石成金。”在伊斯灵顿地方历史中心里，奥顿和哈利维尔肆意破坏过的书本封面如今已成为了珍贵的收藏，伊斯灵顿博物馆还对部分的封面进行了展示。
网上也可以看到这些书本封面。

## 编剧生涯

### 突破
奥顿于20世界60年代早期开始了他的编剧生涯。1963年，英国广播公司用65英镑购买了其广播剧《楼梯口的小混混》（The Ruffian on the Stair），并于1964年8月31日播出。1966年的舞台演出前，该作品又被大幅度地改写。
奥顿沉醉于自己的成就并大量产出新作品。《楼梯口的小混混》放送之时，他已完成了《消遣司隆先生》（Entertaining Mr Sloane）的创作，并于1963年9月将稿子交给了剧院经纪人佩吉·拉姆齐。这部作品后来由迈克尔·科德隆进行制作，于1964年5月3日在位于威斯敏斯特的新艺术剧院（New Arts Theatre）进行了首次公演。评论褒贬不一，有赞扬也有愤慨。泰晤士报（The Times）当时描述这部作品时，认为它“比过去十年其它任何的英国戏剧都来得更加令人热血沸腾”。
《消遣司隆先生》为期三周的连续演出是赔钱的，但却因为收获了编剧泰伦斯·拉提根的高度赞扬及他3000英镑的投资，从而“存活”了下来。6月底，该剧于伦敦西区的温德姆剧院（Wyndham's Theatre）上演。10月，该剧又于皇后剧院（Queen's Theatre ）上演。在多样评论家票选中，《消遣司隆先生》稳稳地选为“最佳新剧”的第一名，奥顿也被票选为“最具前途编剧”的第二名。短短一年，这部剧就在纽约、西班牙、以色列和澳大利亚进行演出，同时被制成电视剧，在奥顿死后也被制成电影。

### 《人赃俱获》
奥顿下一部上演的作品是《人赃俱获》（Loot），初稿于1964年6至10月期间完成，曾被命名为《葬礼游戏》（Funeral Games）。《葬礼游戏》这个名字是哈利维尔提议的，虽然奥顿当时不予考虑，但后来还是重新使用了它。这部剧是一本侦探小说的粗劣仿作，添加了黑色幽默的闹剧，并戳破了关于死亡、警察、宗教和正义的固有观念。1964年10月，奥顿将这部作品交给了科德隆，但随后对其进行了大幅度的重写，直到被认为它适合在西区出演。例如，特拉斯科特检察官这个人物原本在第一场戏只有八句台词。
1964年8月，科德伦安排奥顿去见他的同事肯内特·威廉斯。心里惦记着特拉斯科特的奥顿与威廉斯重新对《人赃俱获》进行创作。他对这个角色的另一个灵感来源于哈罗德·查林诺。
尽管这个作品还是有明显的瑕疵，但因为《消遣司隆先生》的成功，《人赃俱获》快速地进入了前期制作阶段。1965年1月，该剧开始进行彩排，并计划以西区的首次公演作为终点，开展为期六周的巡演。2月1日，该剧于剑桥开演，并受到尖锐评论。
因为和导演彼得·伍德在剧情上意见不合，奥顿对原本90页的内容进行了替代和补充。新剧本有133页。这部剧在布莱顿、牛津、伯恩茅斯和曼彻斯特上演，并最后于三月中在温布尔登上演，但收获的评价都差强人意。随后，灰心丧气的奥顿和哈利维尔去摩洛哥的丹吉尔度了80天假。
1966年1月，《人赃俱获》回归舞台，奥斯卡·莱文斯坦接手担任其制片人。在他接受制作前 ，4月11至23日期间，该剧在曼彻斯特的大学剧院进行了短期的连续演出。经验日益丰富的奥顿在减去600句台词后，不仅加快了剧情的节奏，而且加强了人物之间的互动。
由布拉汉·默里进行执导后，《人赃俱获》收获了更多正面的评价。莱文斯坦则依旧令人敬佩三分，将伦敦的制作布置在布鲁姆斯伯里的珍妮塔·克伦剧院（Jeannetta Cochrane Theatre），这是一个相对脱离伦敦西区的剧院，执导的是查理斯·马罗维茨。
当时，奥顿对马罗维茨有所抵触，尽管他们一致同意添加的镜头为整部剧增添了不少色彩。1966年9月27日，这部剧在伦敦首次登台，收获颇多好评。罗纳德·布莱顿在《观察者》（The Observer）中声称该剧“确立了奥顿在英国戏剧中的小众地位”。随后，《人赃俱获》于11月转战标准剧院并连演342场。这一次，这部剧赢得了若干奖项，奥顿还收获了2.5万英镑的电影版权费用。而到了1968年在百老汇上演时，《人赃俱获》却重蹈了《消遣司隆先生》的覆辙，就连电影版在1970年上映后也未能取得成功。

### 后续作品
《人赃俱获》的反响让奥顿情绪高涨。接下来的十个月，他为能将剧目搬上舞台，将 《楼梯口的小混混》和《厄平翰营地》（The Erpingham Camp）修改成《热情之罪》的复制品（Crimes of Passion），写了《葬礼游戏》，为披头士乐队编写《迎难而上》（Up Against It）的剧本，以及他写的最后一部足本戏剧——《窥心事》（What the Butler Saw）。
《厄平翰营地》是奥顿对《酒神的女信徒》（The Bacchae）的解读，写于1965年中期，并于同年10月将剧本提供给联合雨之呼声公司（Associated-Rediffusion），1966年6月27日作为《七宗罪》（Seven Deadly Sins）系列中的《骄傲》一话播出。《善忠仆人》（The Good and Faithful Servant）是奥顿的一部过渡之作，也是一部独幕剧。虽然该剧的创作于1964年6月完成，但直到1967年4月6日才由联合雨之呼声制作，并作为《七美德》（Seven Deadly Virtues）系列中的《信仰》一话进行首次播出。
1966年7-11月，奥顿创作《葬礼游戏》并重写了四次。同样是《七美德》中的一部，但其涉及的是慈善，尤其是基督教里的慈善，将其与通奸和谋杀混淆。雨之呼声公司并没有采纳这部剧，取而代之的是，它被新兴的ITV约克郡（Yorkshire Television）制作成了该公司的首批剧作，在改编之作《司隆先生》（Mr Sloane）上映五周后，于奥顿去世后编入《剧场》（Playhouse）系列1968年8月26日，开播。
1967年3月，奥顿和哈里维原本打算到利比亚去度另一个假，但到达目的地的隔天便启程回家了，原因是因为他们唯一能找到的住处是一艘被改造成旅馆和夜店的小船。奥顿当时辛勤工作、活力充沛并且幸福快乐；而哈利维尔则越发抑郁、争强好辩，还备受奇病困扰。
那时奥顿备受争议的闹剧《窥心事》在1969年3月（奥顿死后18个月后）于西区的皇后剧院首次上演，演员有拉尔夫·理查森、卡罗尔·布朗、斯坦利·巴克斯特和海沃德·摩士。

## 谋杀
1967年8月9日，肯尼斯·哈利维尔在伦敦伊斯林顿的家中，残忍的杀害了时年34岁的奥顿。他用锤子九次袭击了奥顿的头部，然后服毒自尽。
1970年，据《星期日泰晤士报》(The Sunday Times)报道，命案发生前四天，奥顿曾跟朋友说他想结束和哈利维尔的关系，但却不知怎么开口。
哈利维尔的医生在命案那天给他打了三次电话，安排他第二天上午去看精神科医生。最后一次通话是在10点钟。电话里侯利维尔还说：“别担心，我现在感觉好多了，明天早上我会去看医生的。”
看着奥顿的成功，哈利维尔越来越觉得自己受到了威胁和孤立，开始依赖抗抑郁和镇定类药物。第二天早上，来接奥顿去见导演理查德·兰思特的司机发现了尸体。他们原本要一起讨论《迎难而上》（Up Against It）的拍摄方案。哈利维尔留下了遗书，上面写道：“如果你读了他的日记，就明白我为什么这么做了，特别是日记的后半部分。”通常认为这指的是奥顿对自己滥交的描述。他在日记里记录了无数次在公共厕所偷窥的事件、滥交行为和在北非度假时与租来的男孩子发生性关系的事。日记已经出版。
奥顿在伦敦高特格林火葬场火化，褐红色的布盖着他的灵柩，抬送到了西教堂。葬礼上用的是披头士的歌曲《生命中的一天》（A Day in the Life）。剧作家哈罗德·平特致悼词的最后说：“他是一位了不起的作家。”丹尼斯·杜纳普的回忆录《性与此有何关系》（What's Sex Got To Do With It）中提到，奥顿和哈利维尔的骨灰是混合在一起埋葬的。书中奥顿的经纪人佩吉·拉姆齐说：“在我们要抛撒乔和肯尼斯的骨灰时，他妹妹从两个骨灰盒里都抓了一把，说：‘一点乔的骨灰，一点肯尼斯的骨灰，或许都该再多拿一点点。’佩吉打断她，厉声说：“诶，亲爱的，这只是个形式，不是食谱。”佩吉把奥顿的亲戚简单的描述为“莱斯特的小人物”，因为在葬礼上，他们只留下了一张冷冰冰、毫无特色的纸条和花束。
奥顿的骨灰安放在高特格林纪念花园3-C区，没有纪念碑。

## 传记、电影、广播节目和电视
约翰·拉尔撰写的奥顿传记于1978年出版，名为《竖起你的耳朵》（Prick Up Your Ears），奥顿本人也曾考虑使用这个书名。1987年，根据奥顿的日记和拉尔的研究，改编成的同名电影发行。电影由斯蒂芬·弗雷斯执导，加里·奥德曼饰演奥顿，阿尔弗雷德·莫利纳饰演哈利维尔，凡妮莎·雷德格雷夫饰演佩吉·拉姆齐。剧本由艾伦·贝内特编写。
卡洛斯·伯纳德写了一个关于奥顿和哈利维尔最后的日子的剧本，名为《诺尔街25号：像我们这样的天才》。该剧于2001年首演，2012年在纽约首演，由西班牙人剧目团制作。
在2006年英国广播公司的电影《肯尼斯·威廉姆斯：幻想曲》中，肯尼·道蒂饰演乔·奥顿，迈克尔·辛饰演肯尼斯·威廉姆斯。
2016年，莱奥尼·奥顿·巴尼特出版了回忆录《我身上有它》，书中记录了哥哥奥顿在莱斯特的成长经历。
2017年，导演克里斯·谢泼德制作了一部动画片，灵感来源于奥顿写的埃德娜·维斯瑞佩夫人的信件，主演艾莉森·斯戴曼饰演埃德娜。
有两段关于奥顿的档案记录流传至今，一段是1967年8月首播的英国广播公司的采访。另一段是1967年4月23日播出的奥顿在伊蒙·安德鲁斯的访谈节目中的视频，由英国电影协会录制。

## 遗产
位于莱斯特曲线剧院的步行街被重新命名为奥顿广场。
2019年7月，莱斯特大学教授艾玛·帕克博士和一位研究奥顿的专家发起了一项活动，要在他的出生地莱斯特树立一座雕像。这项活动特到了许多著名演员的支持，包括希拉·汉考克、肯尼斯·克兰汉姆和亚历克·鲍德温。

## 剧本
- 《弗雷德和玛奇》 （Fred     and Madge，1959年创作，2001年出版）
- 《访客》（The Visitors，1964年创作，2001年出版）
- 《楼梯上的流氓》 （The     Ruffian on the Stair，1964年首演） 广播剧
- 《有趣的斯隆先生》 （Entertaining     Mr Sloane，1964年首演）
- 《人赃俱获》 （Loot，1965年首演）
- 《厄平翰营地》 （The     Erpingham Camp，1966年首演）
- 《善忠仆人》 （The     Good and Faithful Servant，1967年首演）
- 《葬礼游戏》（Funeral Games，1968年首演）
- 《管家看到了什么》 （What     the Butler Saw，1969年首演）
- 《迎难而上》 （Up     Against It，电影剧本）

## 小说
- 《从头到脚》 （Head     to Toe，1971年出版）
- 《我们之间的女孩》（Between Us Girls，2001年出版）
- 《黄瓜勋爵和男孩理发师》（Lord Cucumber and The Boy Hairdresse，与哈利维尔合著，1999年出版）